# بیژن رشیدیان
بیژن رشیدیان پژوهشگر ایرانی و استاد مهندسی الکترونیک دانشگاه صنعتی شریف است. او در سال ۱۳۹۶ به‌عنوان استاد ممتاز دانشگاه صنعتی شریف معرفی شد.